# آیووری
آیووری (انگلیسی: Ivory؛ زادهٔ ۲۶ نوامبر ۱۹۶۱) کشتی‌گیر کشتی حرفه‌ای و مربی اهل ایالات متحده آمریکا است. او بیشتر به خاطر حضورش در کمپانی دبلیودبلیوئی شناخته‌ می‌شود. او همچنین برنده ۳ دوره کمربند قهرمانی زنان دبلیودبلیوئی شده است. در سال ۲۰۱۸ او در تالار شهرت دبلیودبلیوای حضور داشت.